# Karl Bachmann (Politiker, 1911)
Karl Bachmann (* 15. Oktober 1911 in Kassel; † 29. Dezember 1997 in Frankfurt am Main) war ein deutscher Politiker (CDU) und Abgeordneter des Hessischen Landtags.

## Leben
Karl Bachmann besuchte nach dem Abitur die Kurhessische Verwaltungsakademie und arbeitete im Verwaltungsdienst in der Evangelischen Landeskirche von Kurhessen-Waldeck und im Gesamtverband der Evangelischen Kirchengemeinden in Kassel. Er beantragte am 18. Juni 1937 die Aufnahme in die NSDAP und wurde rückwirkend zum 1. Mai desselben Jahres aufgenommen (Mitgliedsnummer 5.442.414). Nach Kriegsende war Bachmann Mitglied der CDU und 1959 bis 1966 CDU-Kreisvorsitzender Kassel-Stadt und Mitglied im Landesvorstand der CDU Hessen.
Vom 1. Dezember 1958 bis zum 30. November 1966 war er Mitglied des Hessischen Landtags. 1964 war er Mitglied der 4. Bundesversammlung.
1972 wurde er mit dem Verdienstkreuz 1. Klasse der Bundesrepublik Deutschland ausgezeichnet.